# Chelomadillo pustulosus
Chelomadillo pustulosus là một loài chân đều trong họ Armadillidae. Loài này được Herold miêu tả khoa học năm 1931.